# Riegersburg vára
Riegersburg vára az ausztriai Stájerországban Riegersburg városa fölé magasodó vulkanikus sziklára épült középkori vár. A magyar határtól, a rábafüzesi határátkelőtől mindössze 35 km-re fekszik. A várkastély 1822 óta a herceg Liechtenstein család tulajdonában áll. Jelenleg múzeumoknak, állandó és időszakos kiállításoknak ad otthont, a hercegi család a vár tövében, egy modern házban él.

## Története
A Riegersburg körüli területeken már néhány évezredre visszamenőleg is megtalálták az emberi letelepedés nyomait. Egy nagy település lehetett itt már az időszámításunk előtti 9. századtól. Egészen időszámításunk szerint 476-ig a Római Birodalom része volt a terület. A 3. és a 9. században bajorok telepedtek meg a környéken, a majd a hunok foglalták el keletről. Fegyveres konfliktusai ekkor kezdődtek a településnek.
A vár története az 1122. évre nyúlik vissza. Az első ismert lovag, aki itt élt Rudiger von Hohenberg volt. A várat a 482 méter magas bazaltsziklára építették a 12. században és magát a sziklát is felhasználták a kastély falainak építéséhez. Az eltelt évszázadok alatt számos alkalommal tulajdonosváltás és átépítés történt rajta. 1415-ben a Walseer család hűbérbirtoka lett.
Az egyik leglátványosabb átalakítást Katharina Elisabeth von Wechsler (férjezett nevén Katharina Elisabeth Freifrau von Galler) bárónőnek köszönheti az épület. 1637 és 1653 között az ország legnagyobb és legerősebb végvárát építtette fel az erős alapokra. Közel három kilométernyi fallal (benne számos lőréssel) vette körül, 7 kaput építtetett, 2 árkot alakíttatott ki körülötte és összesen 108 szobát számlált az átalakítás után a kastély.
A 17. században a magyarországi török időkben az Oszmán Birodalom katonái rendszeresen harcokat vívtak a közelben a magyar seregekkel. A vár ebben az időben akár néhány ezer embernek is menedéket nyújtott. Katharina Elisabeth von Wechsler három alkalommal ment férjhez, egy lánya született, aki a Purgstall családba házasodott be, akik átvették a vár ügyeinek intézését. A Purgstall család 1800 körül halt ki. 1822-ben Johann Josef von Liechtenstein vásárolta meg, azóta is a család tulajdonában van.

## Idegenforgalom
A várkastély gyalogosan, egy meredek kaptatón felsétálva vagy felvonón közelíthető meg. 108 szobájából 25 kivételével az összes látogatható, 3 állandó kiállításnak ad helyet. Jellemzően telente novembertől márciusig zárva tart.
A boszorkánymúzeumban a 17. századi életbe nyerhet betekintést a látogató. Egyrészt Elisabeth Katharina von Galler bárónőébe, aki erős kezű asszony volt, egy konvencionális, patriarchális társadalomban állt helyt, amit sokan nem néztek jó szemmel, illetve a "virágboszorkányként" elhíresült Catherine Paldauf életébe, akiről közismert volt az a legenda, hogy képes volt virágzásnak indítani télen is a növényeket. Catherine Paldauf neve így a feldbachi boszorkányper kapcsán került be a történelembe. Ez Stájerország legnagyobb boszorkánypere volt, amelyben a környékről 95 férfit és nőt vádoltak meg jégeső okozásával. A tárlaton bemutatják a törvényesen megengedett kínzóeszközöket és kivégzési módokat is.
16 terem a vármúzeumnak ad helyet, mely a történelmével ismerteti meg a látogatót, a fegyvermúzeum pedig 400 év hadtörténetét mutatja be a régióra vonatkozóan.

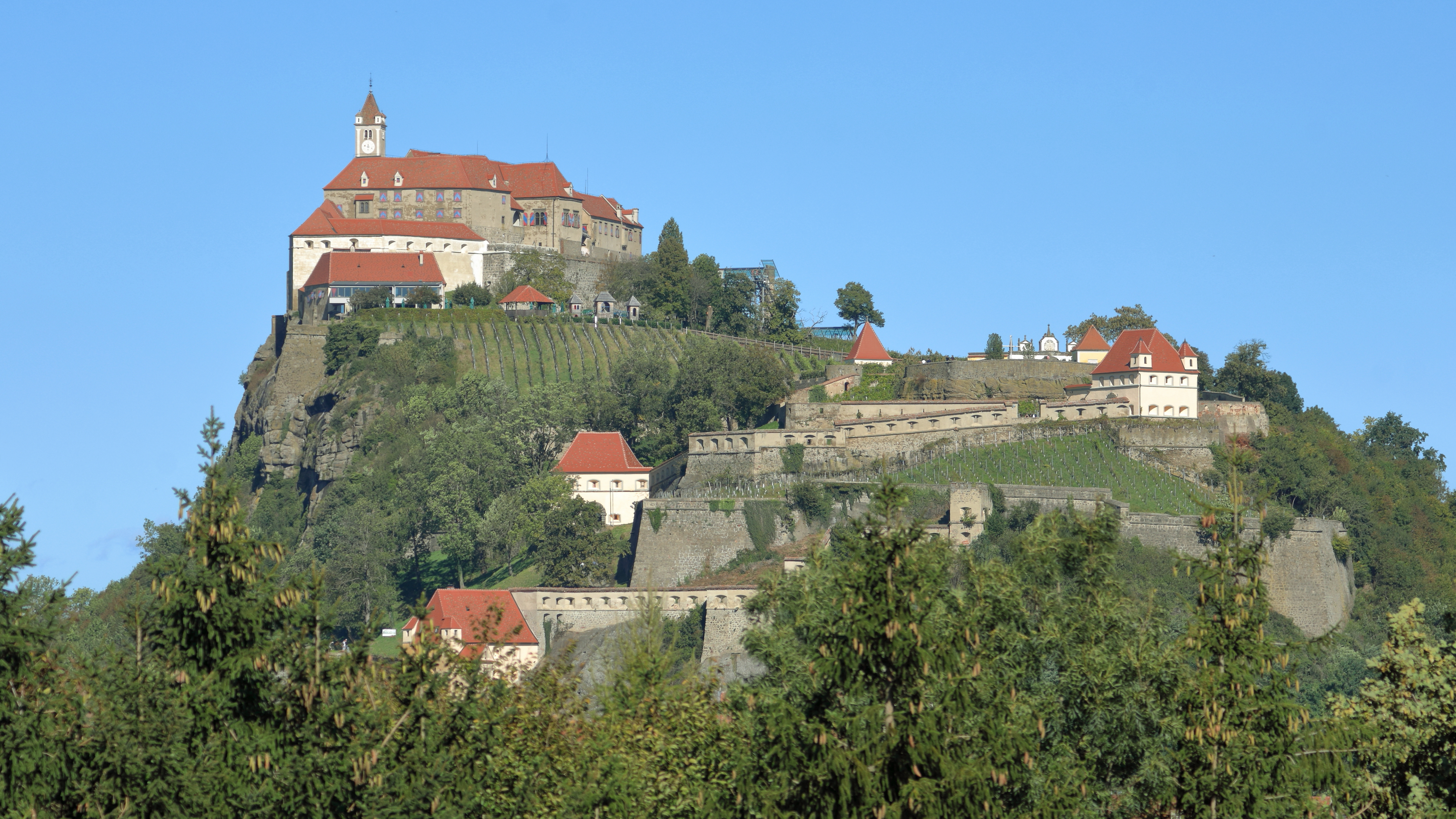
A déli oldal
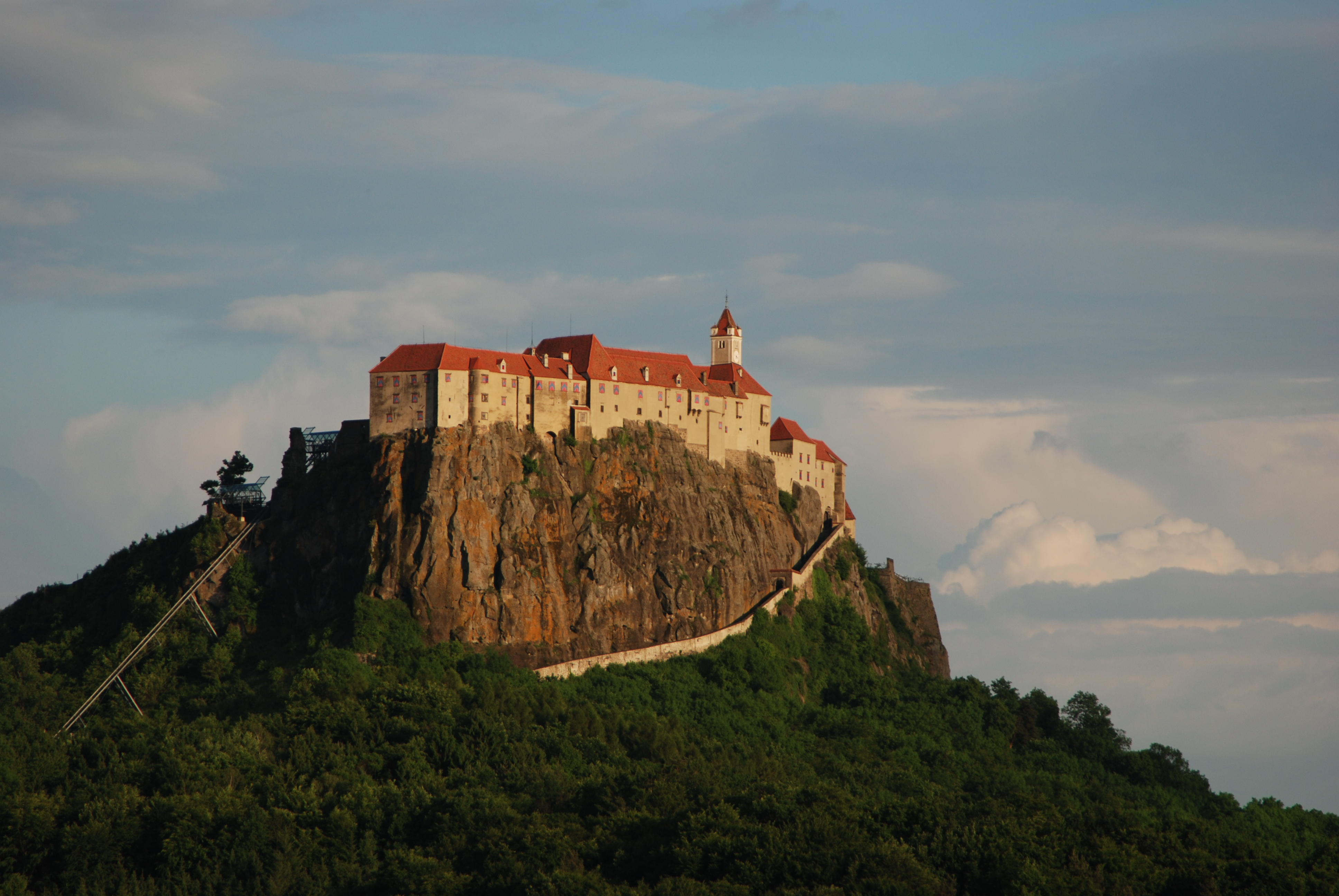
Az északi oldal
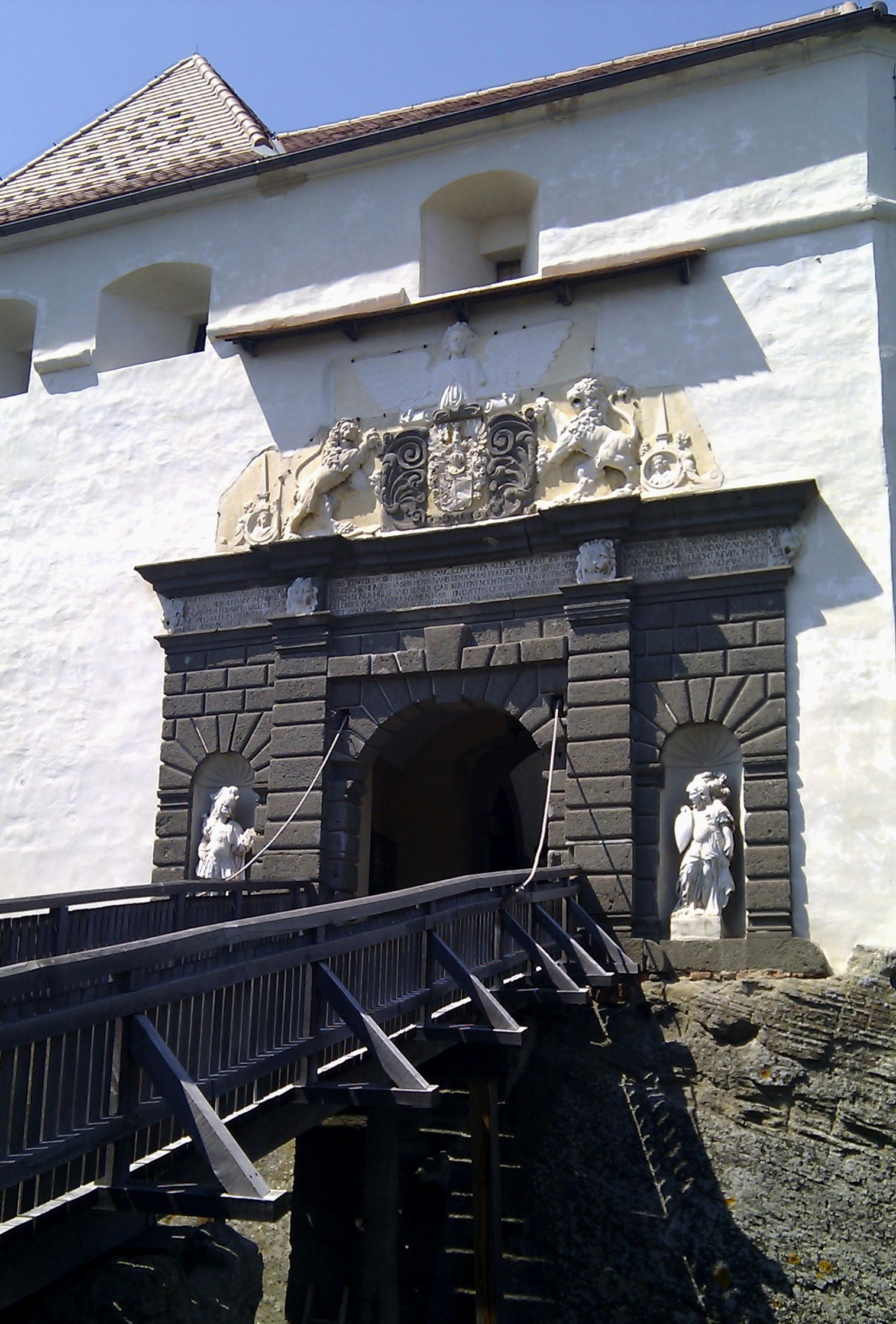
A Vencel-kapu
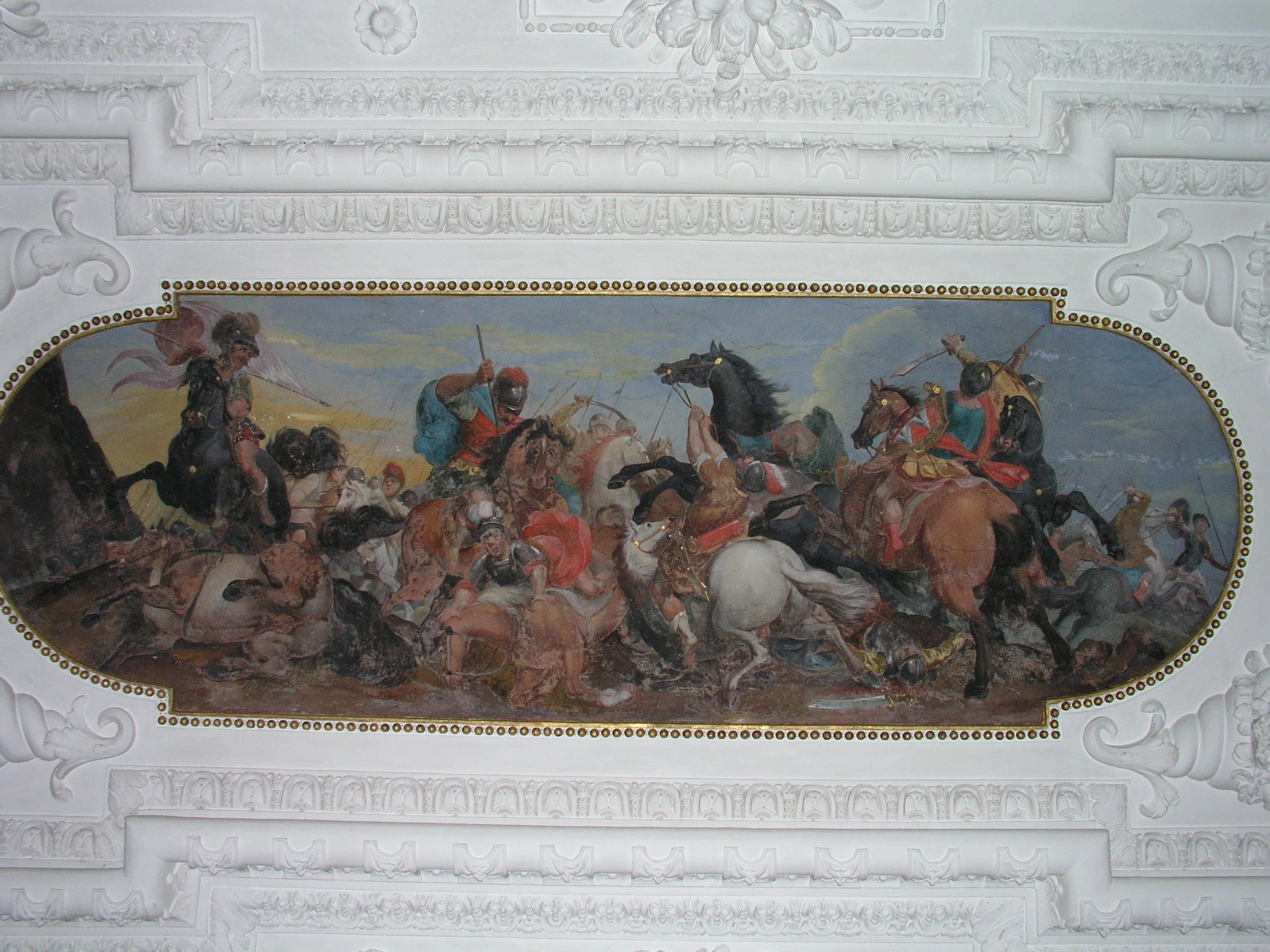
Kronegg fellegvár mennyezetfestése

## Fordítás
- Ez a szócikk részben vagy egészben  a   Riegersburg_Castle című angol Wikipédia-szócikk fordításán alapul.  Az eredeti cikk szerkesztőit annak laptörténete sorolja fel. Ez a jelzés csupán a megfogalmazás eredetét és a szerzői jogokat jelzi, nem szolgál a cikkben szereplő információk forrásmegjelöléseként.